# أرت بيكر
أرت بيكر (بالإنجليزية: Art Baker)‏ هو لاعب كرة قدم أمريكية أمريكي، ولد في 31 ديسمبر 1937 في إيري في الولايات المتحدة.

## وصلات خارجية
- أرت بيكر على موقع مرجع كرة القدم المحترفة.كوم (الإنجليزية)
- أرت بيكر على موقع كلية كرة القدم في سبورتس رفرنس.كوم (الإنجليزية)